# Vlasta Foltová
Vlasta Foltová (14. prosince 1913, Praha – 2. května 2001) byla česká a československá sportovní gymnastka, držitelka stříbrné medaile v soutěži družstev žen z LOH 1936 v Berlíně.